# Bug Wyszków
Miejski Związkowy Klub Sportowy Bug Wyszków (wcześniej również jako Nadbużańskie Towarzystwo Piłkarskie w Wyszkowie) – polski klub piłkarski z siedzibą w Wyszkowie. Klub został założony 8 kwietnia 1922 roku. Swoje mecze domowe rozgrywa na Stadionie Miejskim WOSiR w Wyszkowie. Od sezonu 2024/2025 występuje w V lidze (grupie mazowieckiej I). Najwyższym osiągnięciem klubu był udział w II lidze w sezonie 1993/1994.

## Historia[1]
24 kwietnia 1922 – to bardzo szczególna data w dziejach, z pewnością nie tylko sportowego życia Wyszkowa. Tego właśnie dnia, niedługo po odzyskaniu przez Polskę niepodległości, grupa pracowników najstarszego wyszkowskiego zakładu przemysłowego – Huty Szkła Wyszków, założyła piłkarski klub „Bug”. Dziś, kiedy dzięki szerokiemu i bardzo powszechnemu dostępowi do wszelakich środków masowego przekazu, możemy bez większych trudności pochylić się i zaczytać nad historią dowolnego klubu piłkarskiego w Polsce. Tym większy podziw, uznanie i szacunek musi budzić historia i tradycja MZKS Bug Wyszków, bowiem wertując piłkarską mapę Polski bez większego patosu możemy stwierdzić, że wyszkowski klub należy do jednego z najstarszych w Polsce, a już na pewno na terenie historycznego Mazowsza. Właściwie dłuższe historie mają tylko śląskie kluby, pochodzące z ziem dawnej Galicji. Tam bowiem gra w piłkę nożną najwcześniej zyskała popularność.

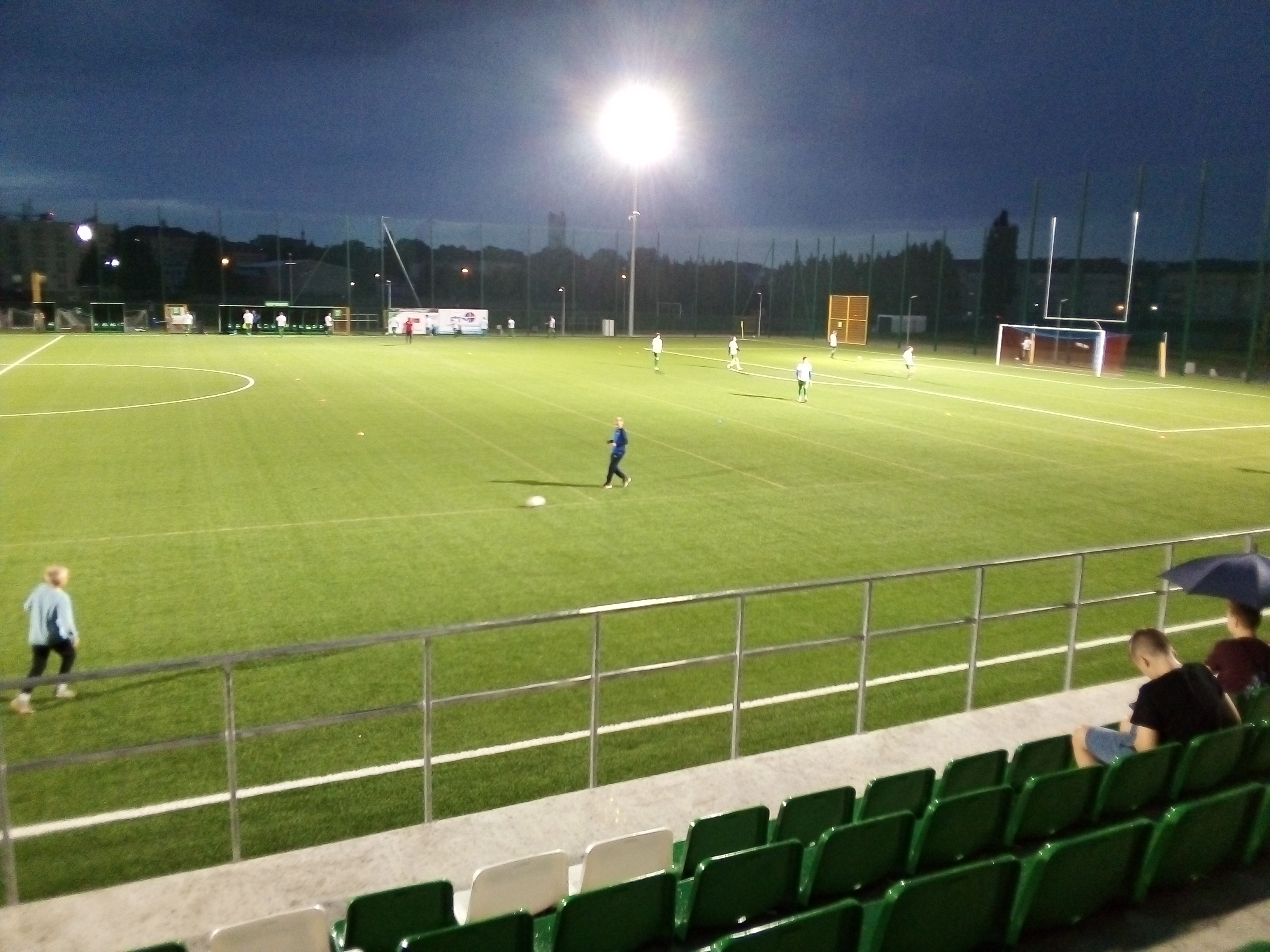
Stadion WOSiR Wyszków (widok na oświetlone boisko z trybuny, 2020 r.)

Rozbudowany w latach trzydziestych wyszkowski stadion stał się areną zawodów na skalę krajową.
W okresie międzywojennym Bug stał się najpopularniejszym klubem w mieście. Uprawiali w nim sport ludzie z różnych środowisk, również ci, których nie stać było na przynależność do elitarnych towarzystw cyklistycznych, czy tenisowych. Bug szybko również zaczął uzyskiwać dobre wyniki w rywalizacji sportowej. Wygrywał w spotkaniach z istniejącymi w Wyszkowie klubami żydowskimi – „Heagulem”, „Macabi”, „Gwiazdą”, zwyciężał także z Katolickim Klubem Sportowym „Victoria”.
Niestety po niedługim czasie kataklizm II wojny światowej (miasto zostało zniszczone w 80 procentach), wyniszczenie ludności wyszkowskiej, migracje, kazały zapomnieć o uprawianiu sportu.
Po zakończeniu działań wojennych wyszkowski sport odrodził się jednak szybko dzięki swym dawnym aktywistom. Wznowiono działalność „Bugu”, zapełniły się boiska i bieżnie. Wprawdzie przez jakiś czas zapałowi ludzi nie towarzyszyły wielkie sukcesy sportowe, jednakże nadzieje i ambicje odżyły wraz z podniesieniem Wyszkowa do rangi stolicy powiatu w 1956 r. Lecz gdy pojawiły się pierwsze oznaki ożywienia, kolejne zmiany administracyjno-nakazowe przyhamowały rozwój klubu. Był to wynik przyłączenia Wyszkowa do powstałego w 1975 r. województwa ostrołęckiego. Pieniądze na sport lokowano w nową stolicę województwa. Przyhamowanie nie oznacza jednak zastoju. Rozwój trwał. I w końcu sport wyczynowy doczekał się przejścia na nowy, wyższy wymiar, Bug Wyszków awansował w 1983 r. do III ligi piłkarskiej. Już w pierwszym sezonie zajął 3. miejsce. W następnych latach wyszkowski klub zasilili m.in. Józef Kawałko z Ursusa Warszawa, bracia Andrzej i Witold Sikorscy z Legii, Włodzimierz Siudek z Wisły Kraków. Tak silny skład musiał dać wyniki. W sezonie 87/88 Bug zajął 2. miejsce, a rok później wygrał grupę warszawsko-mazurską. Był to jednak rok baraży. W dwumeczu wyszkowianie przegrali ze Stilonem Gorzów 0:0 i 2:6. Renomowani i doświadczeni piłkarze zakończyli kariery i przez 4 lata Bug był typowym średniakiem III ligi.
Po rundzie jesiennej sezonu 92/93 Bug prowadził przed MZKS Wasilków tylko jednym punktem. Ostatecznie rok 1993 przyniósł Bugowi tak bardzo upragniony i oczekiwany awans na zaplecze ekstraklasy.
Po krótkim okresie euforii pojawiły się pytania, czy klub dotrzyma kroku nowym wyzwaniom. Sukces był niespodziewany, klub nie był przygotowany organizacyjnie i finansowo. Nie wzmocniono drużyny a umiejętności III-ligowe nie wystarczyły na dorównanie najlepszym.
Ku rozpaczy kibiców, pobyt wyszkowian za zapleczu ekstraklasy trwał tylko jeden sezon, obnażając przy okazji braki kadrowe, organizacyjne, a przede wszystkim finansowe klubu. Od tej pory „Bug” staczał się już tylko po równi pochyłej. Już po dwóch latach Wyszków musiał rywalizować tylko na IV froncie. Coraz większe tarapaty finansowe, a w szczególności reorganizacja rozgrywek IV ligi w sezonie 1998/1999 sprawiły, że „Bug” musiał pożegnać się i z tymi rozgrywkami. Był to przysłowiowy „gwóźdź do trumny”, który ostatecznie przyczynił się do upadku klubu.
Grupa zapalonych działaczy i piłkarzy jeszcze z czasów „Bugu” sprawiła jednak, że już po dwóch latach udało się wskrzesić w Wyszkowie rozgrywki na platformie rozgrywek ligowych. Kontynuator starych tradycji, niestety ze względów formalno-prawnych zmuszony był przyjąć nową nazwę Nadbużańskiego Towarzystwa Piłkarskiego. Stary-nowy klub w błyskawicznym tempie awansował od C-Klasy do Ligi Okręgowej. Sezon 2003/2004 przyniósł nawet awans do V ligi, w której przygoda trwała tylko dwa lata.
Nadbużańskie Towarzystwo Piłkarskie w Wyszkowie (tak brzmiała poprzednia nazwa klubu) zostało zarejestrowane w Sądzie Okręgowym w Ostrołęce w styczniu 2000 roku i od tego czasu zajmuje się szkoleniem grup młodzieży i seniorów w sekcji piłki nożnej. NTP Wyszków było od sezonu 2001/2002 kontynuatorem tradycji dawnego MZKS „Bug Wyszków”, klubu założonego w 1922 r., a rozwiązanego z powodu bankructwa w 1999 roku.
28 lipca 2007 r. wybrany został nowy Zarząd klubu, który za cel postawił sobie m.in. przywrócenie dawnej, historycznej nazwy „Bug Wyszków”, jak również, w perspektywie, awans do III ligi. 5 listopada 2007 r., Krajowy Rejestr Sądowy w Ostrołęce wydał ostateczną decyzję, zezwalającą oficjalnie na powrót do historycznej nazwy „Bug” Wyszków.
Od momentu reaktywacji klubu, w sezonie 2001/2002, NTP Wyszków rozpoczęło rywalizację od A-Klasy. W związku z zasługami, które klub miał dla rozwoju i popularyzacji piłkarstwa w województwie mazowieckim, Mazowiecki Związek Piłki Nożnej zezwolił spadkobiercy Bugu rywalizację rozpocząć nie od najniższej klasy rozrywkowej- czyli wówczas C-Klasy, a dwie klasy wyżej. NTP potrzebowało dwóch sezonów aby przebić się szczebel wyżej, do ligi okręgowej. Kolejny awans, to dwuletnie występy w V lidze, zwanej wówczas Mazowiecką Ligą Seniorów. Po dwóch sezonach NTP spadło z powrotem do „Okręgówki”, aby zagościć w niej na kolejne trzy lata. Wspaniały sezon 2008/2009, w którym już Bug, a nie NTP, w 30 meczach stracił tylko 8 punktów został zwieńczony powrotem do V ligi, choć wówczas, jak i do dziś nazywana jest czwartą. I taki stan rzeczy trwał przez dziewięć kolejnych sezonów. Wyszkowianie co rok byli w czołówce ligi, trzy razy byli bardzo blisko wywalenia awansu. Za każdym razem ligę wygrywała jednak któraś z zasłużonych stołecznych ekip. Czy to GKP Targówek, czy Hutnik, a w końcu reaktywowana po spadku z Ekstraklasy Polonia Warszawa. W sezonie 2017/2018 – najgorszym pod względem sportowym od momentu reaktywacji klubu. Bug, po przegranym barażu o utrzymanie, ponownie został zdegradowany do „okręgówki”. Sezon 2018/2019 to występy w warszawskiej Lidze Okręgowej. Sezon ten można by było zaliczyć do bardzo udanych, gdyby nie… ostatni mecz. Wyszkowianie w przypadku wygranej z Mazurem II Karczew wygraliby ligę i po roku wrócili szczebel wyżej. Mimo prowadzenia 2:0 lepsi okazali się ostatecznie goście, co spowodowało, że klub skończył sezon dopiero na 4. miejscu w tabeli. Sezon 2019/2020 Bug rozpoczął zatem ponownie w „okręgówce”. I to już pod historyczną nazwą MZKS „Bug” Wyszków (bez rozwinięcia skrótu), co oczywiście zostało prawnie usankcjonowane przez zarząd klubu.

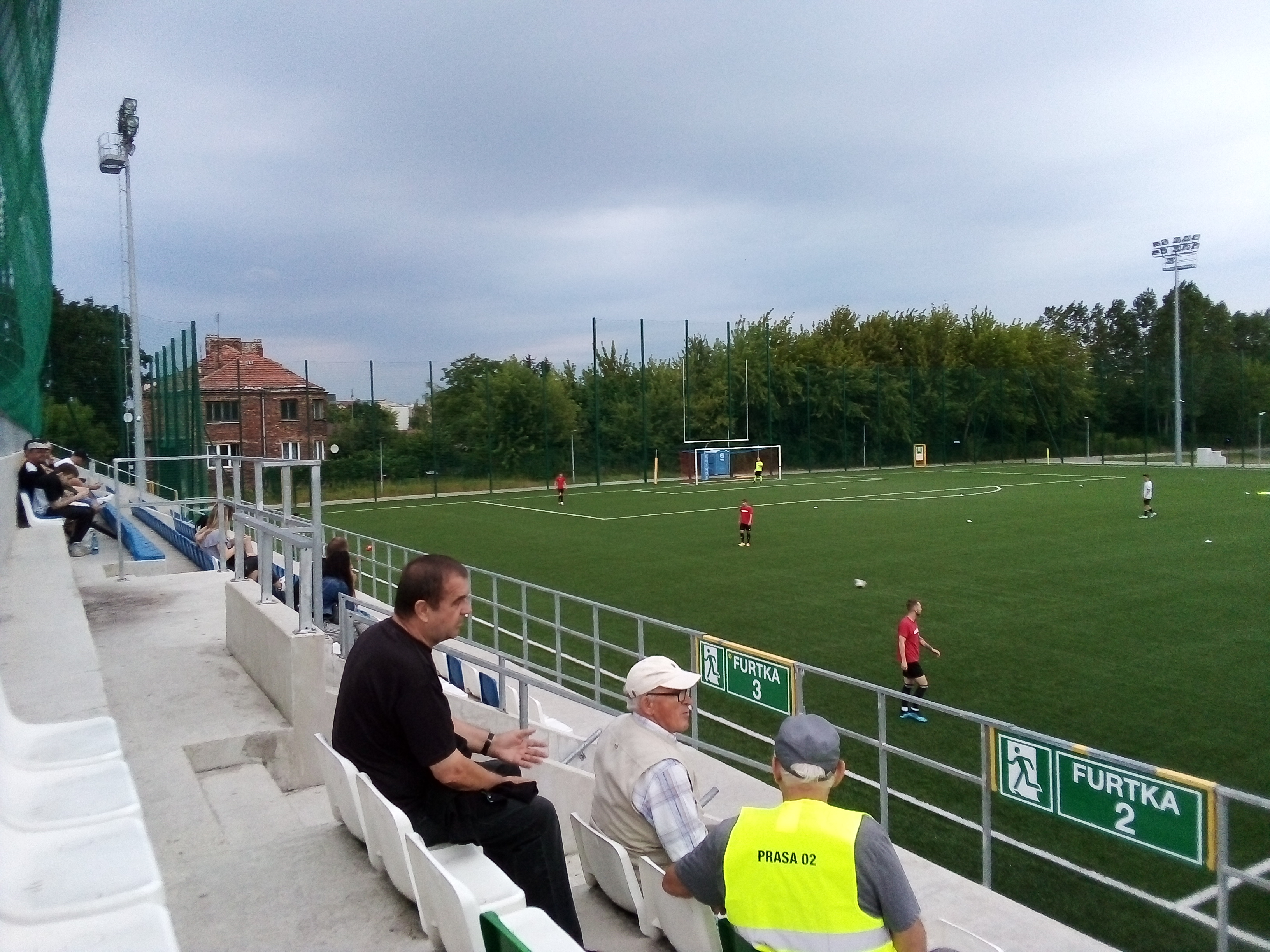
Stadion WOSiR Wyszków (widok na lewą część trybuny i boisko, 2020 r.)

Warto wspomnieć, że po drodze kilkukrotnie zakładana i wycofywana z rozgrywek była druga drużyna. Największy sukces rezerwy Bugu odniosły w sezonie 2016/2017, kiedy to awansowały do ligi okręgowej.
Prócz seniorów, warto wspomnieć, że w klubie trenuje coraz więcej dzieci, a z sezonu na sezon przybywa drużyn młodzieżowych. Jesienią 2019 roku do rozgrywek prowadzonych przez Mazowiecki Związek Piłki Nożnej zgłoszonych zostało 10 drużyn, prócz tego funkcjonuje kilka grup selekcyjnych, które na razie skupiają się na treningach. Ogółem klub szkoli prawie trzy setki dzieci, w zdecydowanej większości z terenu gminy Wyszków. Obecnie pierwsza drużyna reprezentuje Wyszków na arenie V ligi. Wszystkie swoje mecze drużyna rozgrywa na Stadionie Miejskim Wyszkowskiego Ośrodka Sportu i Rekreacji.

## Wyniki zespołu sezon po sezonie (od roku 1983)
| Sezon     | Aktualna klasa rozgrywkowa klubu    | Miejsce          | awans/spadek |
| --------- | ----------------------------------- | ---------------- | --- |
| 1983/1984 | III liga gr.III                     | 3.               | – |
| 1984/1985 | III liga gr. mazowiecka             | 11.              | – |
| 1985/1986 | brak danych                         | –                | – |
| 1986/1987 | III liga gr. mazowiecka             | 6.               | – |
| 1987/1988 | III liga gr. mazowiecka             | 2.               | – |
| 1988/1989 | III liga gr. mazowiecka             | 1.               | – |
| 1989/1990 | III liga gr. wschodnia              | 10.              | – |
| 1990/1991 | III liga gr. warszawska             | 4.               | – |
| 1991/1992 | III liga gr. warszawska             | 3.               | – |
| 1992/1993 | III liga gr. warszawska             | 1.               | awans |
| 1993/1994 | II liga gr. wschodnia               | 18.              | spadek |
| 1994/1995 | III liga gr. warszawska             | 6.               | – |
| 1995/1996 | III liga gr. warszawska             | 7.               | – |
| 1996/1997 | III liga gr. warszawska             | 14.              | – |
| 1997/1998 | III liga gr. warszawska             | 14.              | spadek |
| 1998/1999 | IV liga                             | 13.              | – |
| 1999/2000 | IV liga                             | wyniki anulowano | spadek (wycofał się po 17. kolejce) |
| 2000/2001 | brak danych                         | –                | – |
| 2001/2002 | Klasa A gr. Warszawa (wschód)       | 3.               | awans |
| 2002/2003 | Liga okręgowa gr. Warszawa (wschód) | 4.               | – |
| 2003/2004 | Liga okręgowa gr. Warszawa (wschód) | 2.               | – |
| 2004/2005 | V liga gr. mazowiecka (północ)      | 6.               | – |
| 2005/2006 | V liga gr. mazowiecka (północ)      | 13.              | – |
| 2006/2007 | Liga okręgowa gr. Warszawa II       | 6.               | – |
| 2007/2008 | Liga okręgowa gr. Warszawa II       | 4.               | utrzymanie się w lidze (spadek jeśli chodzi o poziom klasy rozgrywkowej - związane to było z reorganizacją rozgrywek w Polsce, tj. powstaniem Ekstraklasy i rozdzieleniem jej z I ligą)   |
| 2008/2009 | Liga okręgowa gr. Warszawa I        | 1.               | awans |
| 2009/2010 | IV liga gr. mazowiecka (północ)     | 3.               | – |
| 2010/2011 | IV liga gr. mazowiecka (północ)     | 2.               | – |
| 2011/2012 | IV liga gr. mazowiecka (północ)     | 2.               | – |
| 2012/2013 | IV liga gr. mazowiecka (północ)     | 5.               | – |
| 2013/2014 | IV liga gr. mazowiecka (północ)     | 2.               | – |
| 2014/2015 | IV liga gr. mazowiecka (północ)     | 9.               | – |
| 2015/2016 | IV liga gr. mazowiecka (północ)     | 10               | – |
| 2016/2017 | IV liga gr. mazowiecka (północ)     | 13.              | – |
| 2017/2018 | IV liga gr. mazowiecka (północ)     | 14.              | spadek (przegrany baraż o utrzymanie) |
| 2018/2019 | Liga okręgowa gr. Warszawa I        | 4.               | – |
| 2019/2020 | Liga okręgowa gr. Warszawa I        | 3.               | – |
| 2020/2021 | Liga okręgowa gr. Warszawa I        | 2.               | przegrany baraż o awans |
| 2021/2022 | Liga okręgowa gr. Warszawa I        | 7.               | utrzymanie się w lidze (spadek jeśli chodzi o poziom klasy rozgrywkowej - związane to było z reorganizacją rozgrywek na Mazowszu, tj. powstaniem pomiędzy IV ligą a Ligą okręgową V ligi) |
| 2022/2023 | Liga okręgowa gr. Warszawa I        | 2.               | – |
| 2023/2024 | Liga okręgowa gr. Warszawa I        | 2.               | awans (wygrany baraż o awans) |
| 2024/2025 | V liga gr. mazowiecka I             | ?                | |

### Poziomy rozgrywek
II poziom rozgrywkowy
     III poziom rozgrywkowy
     IV poziom rozgrywkowy
     V poziom rozgrywkowy
     VI poziom rozgrywkowy
     VII poziom rozgrywkowy